# Grant County, West Virginia
Grant County är ett county i östra delen av delstaten West Virginia, USA. Den administrativa huvudorten (county seat) är Petersburg. 

## Geografi
Enligt United States Census Bureau har countyt en total area på 1 243 km². 1 235 km² av den arean är land och 8 km² är vatten. 

### Angränsande countyn
- Mineral County - nordost
- Hardy County - öst
- Pendleton County - syd
- Randolph County - sydväst
- Tucker County - väst
- Preston County - nordväst
- Garrett County, Maryland - nordväst

### Städer och samhällen
- Petersburg
- Bayard